# Koert Stek
Koert Stek (Drieborg, 10 november 1926 – Winschoten, 14 oktober 2012) was een communistisch politicus uit de provincie Groningen. 

## Loopbaan
Stek was onder meer gedeputeerde in Groningen namens de CPN. Ook was hij jarenlang raadslid en wethouder van de gemeente Beerta en na de opheffing daarvan van de gemeente Reiderland. Hij had grote bezwaren tegen de koers van zijn partij in de aanloop naar fusie met PSP en PPR en weigerde lid te worden van GroenLinks. Met Hans Heres en andere geestverwanten in met name Oost-Groningen richtte hij de NCPN op, waarvoor hij de laatste jaren van zijn actieve politieke leven in de raad van Reiderland zat. Bij zijn afscheid als raadslid en wethouder in 1998 werd hij benoemd tot ereburger van Reiderland. 
In de jaren vijftig studeerde hij in Moskou aan de partijschool. Zijn broer Kees Stek was jarenlang raadslid voor de CPN in Dordrecht.